# Сулавесская сипуха
Сулавесская сипуха (лат. Tyto rosenbergii) — птица семейства сипуховые. Международный союз орнитологов выделяет два подвида, оба обитают исключительно на о. Сулавеси.

## Описание
Сулавесская сипуха достигает длины от 41 до 50 см. Верхняя сторона тела серо-коричневого цвета с пятнами, белыми на нижней половине и чёрными наверху. Нижняя сторона тела бледно-жёлтая с коричневыми пятнами. Ноги необычно сильные. В её ареале встречается единственный вид сипух, минахасская сипуха, которая значительно меньше, длиной от 27 до 31 см. 
Жизненное пространство сулавесской сипухи — это влажные джунгли, лесистые ландшафты и редколесье. Она встречается также на сельскохозяйственных площадях, а также вблизи человеческих поселений. Диапазон высот простирается от низменности вплоть до высоты 1 100 м над у.м.
Рацион питания этой сипухи до конца не исследован. Крысы и полёвки, а также мелкие позвоночные составляют рацион питания птицы. О биологии размножения до сих пор известно мало. Также не установлено количество популяции. Однако, она считается широко распространенным видом на Сулавеси, который не так сильно страдает от вырубки лесов, происходящей на этих островах.

## Подвиды
- T. r. pelengensis Neumann, 1939
- T. r. rosenbergii (Schlegel, 1866)